# Blood Pressures
Albums de The Kills
Midnight Boom
(2008) Ash & Ice
(2016)
Blood Pressures est le 4e album du groupe The Kills, sorti le 4 avril 2011. Le premier single est le titre Satellite.

## Liste des titres
Toutes les chansons sont écrites et composées par Jamie Hince, Alison Mosshart.
| No  | Titre                   | Durée |
| --- | ----------------------- | ----- |
| 1.  | Future Starts Slow (en) | 4:05  |
| 2.  | Satellite               | 4:13  |
| 3.  | Heart Is a Beating Drum | 4:20  |
| 4.  | Nail in My Coffin       | 3:32  |
| 5.  | Wild Charms             | 1:14  |
| 6.  | DNA                     | 4:32  |
| 7.  | Baby Says               | 4:28  |
| 8.  | Last Goodbye            | 3:42  |
| 9.  | Damned If She Do        | 3:52  |
| 10. | You Don't Own the Road  | 3:22  |
| 11. | Pots and Pans           | 4:35  |